# 静岡の元教師すぎやま
静岡の元教師すぎやま（しずおかのもときょうしすぎやま）は、日本のYouTuber、TikToker、著者、教育評論家、SNSコンサルタント。
静岡県掛川市出身。10年以上中学校教諭として勤務した後、2018年に退職。現在は教育現場の実態や先生の本音、LGBTQ+、SNS活用などをテーマに発信・執筆活動をしている。松竹芸能所属

## 活動
教員退職後、2020年のコロナ禍で収入がゼロになったのを機に、YouTube、TikTokで教育系発信を開始。教育現場のリアル、不登校、ブラック校則などをテーマに発信している。また2021年には自身がゲイであることを公表。LGBTQ啓発イベントのアンバサダーや企業研修の講師としても活動している。
PRESIDENT Onlineや東洋経済オンラインにて、学校教育の課題やジェンダーに関する執筆。
2025年には日刊スポーツ紙上で著書『教師の本音』に関連して学校教育に関する問題提起が紹介された。

## 著書
- 『日本一バズってる元教師〜先生がTikTokerになった理由〜』（ゴマブックス、2021年12月2日、ISBN 9784814923823）
- 『アフターコロナ時代 SNSで夢を叶える』（ゴマブックス、2022年6月22日〈無料配信版（第1章のみ）〉、2022年6月28日〈本田健書店限定配信版〉、本田健との共著）
- 『弱いままのキミでバズる〜学校では教えてくれないSNSという武器〜』（KKロングセラーズ、2023年11月27日、ISBN 978-4-8454-2522-8）
- 『教師の本音 生徒には言えない先生の裏側』（SBクリエイティブ〈SB文庫〉、2025年3月7日、ISBN 978-4-8156-3110-9）

## メディア出演
- TBS「ドーナツトーク」
- テレビ東京「正解の無いクイズ」
- ABEMA「ABEMA Prime」
- ニッポン放送「辛坊治郎ズーム そこまで言うか!」